# فرقة العمل العالمية للسفر
فرقة العمل العالمية للسفر هي هيئة استشارية تابعة لحكومة المملكة المتحدة. أعلن وزير الدولة للنقل جرانت شابس، عن تشكيل المجموعة في 7 أكتوبر 2020 استجابة مشتركة بين الحكومات لحاجة محددة لتمكين التعافي الآمن والمستدام للسفر الدولي وإدخال نظام اختبار COVID-19 للمسافرين الزائرين في بيان مكتوب إلى البرلمان بتاريخ 7 أكتوبر 2020، تعهد وزير النقل بتقديم تقرير رسمي إلى رئيس الوزراء بحلول أوائل نوفمبر 2020 مع توصيات فريق العمل حول كيفية مساعدة الدولة للسفر العالمي على استئناف التشغيل الآمن. سيجري تنفيذ عمل فريق العمل بالتعاون مع صناعات النقل والسياحة جنبًا إلى جنب مع القطاع الخاص، وتحديداً فيما يتعلق باختبارCOVID-19.

## الأدوار[5]
1. النظر، في الوقت المناسب، في الخطوات المناسبة التي يجب أن تتخذها الحكومة داخل المملكة المتحدة وعلى الساحة الدولية لضمان عودة تشغيل السفر الدولي بأمان وبطريقة مستدامة.
2. لتوفير فرصة لواضعي السياسات لطرح القضايا ذات الصلة بتسهيل السفر الدولي الأكثر أمانًا مع أصحاب المصلحة من خارج الحكومة.
3. النظر في تنفيذ نظام اختبار للوافدين الدوليين وكيف يمكن أن يؤدي ذلك إلى تعزيز السفر الآمن من وإلى المملكة المتحدة.
4. لتحديد الخطوات التي يمكن اتخاذها لتعزيز ثقة المستهلك وإزالة أي عقبات أمام الاستئناف الآمن للسفر الدولي.
5. للنظر في أي خطوات إضافية للمساعدة في التعافي العام للسفر الدولي، ولا سيما أي مناطق خارج نظام الاختبار.[6]

من غير المتوقع أن يأتي أي عمل مستمر فيما يتعلق بممرات السفر والسياسات ذات الصلة تحت رعاية فريق العمل.

## العضوية
سيترأس فريق العمل بشكل مشترك كل من جرانت شابس ومات هانكوك، وستعمل المجموعة مع الإدارات والهيئات الحكومية التالية: وزارة النقل، ووزارة الصحة، والرعاية الاجتماعية، و NHS Test and Trace، والصحة العامة لإنجلترا الخارجية، والكومنولث، وقسم الرقمية، والثقافة، والإعلام، والرياضة، وقسم الأعمال، والطاقة، والاستراتيجية الصناعية، ووزارة الإسكان، والمجتمعات، والحكم المحلي، وخزانة صاحبة الجلالة، والمكتب الرئيسي، قسم التجارة الدولية، وفرقة العمل رقم 10 / مكتب مجلس الوزراء C – 19.
كما سيشارك مسؤولون من دول البلدان المكونة للمملكة المتحدة في عمل فريق العمل على الرغم من أن الموضوع الأساسي للصحة هو موضوع مفوض.

## التطورات
في 11 أكتوبر 2020، تبين أن فريق العمل كان يستكشف الطرق التي يمكن من خلالها تقليل الفترة المطلوبة للعزل الذاتي في المملكة المتحدة للأشخاص الذين يصلون من الخارج باستخدام اختبار COVID-19 المقدم من القطاع الخاص والذي سيدفع ثمنه من قبل شخص مسافر.
في 14 أكتوبر، أعلن كرانت شابس عن مقترحات لخطة اختبار تتضمن اختبارًا واحدًا لـ COVID-19 لتُجرى بعد 7 أيام من الوصول إلى المملكة المتحدة من بلد عالي الخطورة. لن يلغي نظام الاختبار الجديد الحاجة إلى الخضوع للحجر الصحي لمدة أسبوع واحد بعد الوصول إلى المملكة المتحدة، وستكون هذه الخطوة متماشية مع تفضيل الحكومة لحل هجين لتقليل المدة المطلوبة في الحجر الصحي مع رفع مستوى نظام الاختبار داخل القطاع الخاص.
في 16 أكتوبر، ذكرت هيئة الإذاعة البريطانية أن أولئك العائدين من السفر سيتعين عليهم تمويل اختبارات COVID-19 الخاصة بهم من أجل منع قدرة NHS من التأثير سلبًا.
وفقًا لإيان تايلور في كتابه {Travel Weekly} في 21 أكتوبر 2020، اجتمعت فرقة العمل لأول مرة مع قادة من صناعة السفر.
كتب تشارلز هيماس في صحيفة التلغراف في 27 أكتوبر أن ترتيبات الاختبار قبل المغادرة والتي من شأنها أن تقلل بشكل كبير من أوقات العزلة قد جرى الاتفاق عليها بالفعل بين المطارات وشركات الطيران، لكن التفويض الحكومي بعد النظر من قبل فريق العمل الحكومي لم يكن قادمًا بعد.
في 29 أكتوبر، جرى التأكيد على أن فرقة العمل ستأخذ بنظر الاعتبار العودة الآمنة لصناعة الرحلات البحرية في المملكة المتحدة في سياق العمليات التي استؤنفت بالفعل في مناطق معينة من أوروبا. قال وكيل الوزارة البرلماني لشؤون الطيران والبحرية، روبرت كورتس، إن «ظروفًا مختلفة» تنطبق على البلدان المعنية التي أعطت الضوء الأخضر، لكنه كان «مدركًا تمامًا» للتأثير الكبير على قطاع الرحلات البحرية.
اختبار COVID قبل المغادرة
في 17 نوفمبر، كجزء من تجربة اختبار COVID قبل المغادرة، هبطت رحلة الخطوط الجوية المتحدة رقم 14 في مطار لندن هيثرو حيث جرى اختبار فيروس كورونا بشكل إلزامي لكل من على متنها باستخدام NAAT قبل المغادرة في مطار نيويورك. كانت الرحلة جزءًا من تجربة اختبار ما قبل المغادرة تشمل 12 رحلة عبر المحيط الأطلسي مجدولة بين نوفمبر وديسمبر 2020، وستبدأ تجربة أخرى في 25 نوفمبر تشمل رحلتين للخطوط الجوية البريطانية (BA268 و BA114) ورحلة الخطوط الجوية الأمريكية (AA50) من الولايات المتحدة، حيث ستتم دعوة الركاب على أساس طوعي لاختبار فيروس كورونا مجانًا، قبل ثلاثة أيام من المغادرة وفي نقاط لاحقة.
ورد أن فريق العمل يفكر في كيفية تقليل مدة الحجر الصحي، ومع ذلك، ستظل هناك حاجة إلى أولئك الذين يسافرون كجزء من تجارب اختبار ما قبل المغادرة للعزل الذاتي لمدة 14 يومًا المطلوبة، على الرغم من أنهم قد اختبروا سلبية لـ COVID-19 قبل الصعود على متن رحلتهم.